# Lyndby
Lyndby – miasto w Danii, w regionie Zelandia, w gminie Lejre.